# .pro
.pro是互联网的通用顶级域之一，“pro”是“professional”（专业）的缩写，它面向具有特定从业资质的专业人士和组织注册。.pro域名於2002年获得ICANN批准为新通用顶级域名，并于2004年正式运作。.pro域名运作之初，注册商有义务验证注册人的专业资质。在美国、加拿大、英国、法国等国家，专业人士包括律师、会计师、医生、工程师等，但2008年9月后ICANN放宽此一限制，允许各国凡持有政府承认的专业资质的个人或组织注册.pro域名。2015年11月以后，.pro域名的注册限制取消，任何个人和组织均可自由注册。